# Tell Mama
Tell Mama è l'ottavo album in studio di Etta James, pubblicato dall'etichetta discografica Cadet nel 1968.

## Tracce
Lato A
1. Tell Mama - 2:27
2. I'd Rather Go Blind - 2:39
3. Watch Dog - 2:11
4. The Love of My Man - 2:45
5. I'm Gonna Take What He's Got - 2:38
6. The Same Rope - 2:44

Lato B
1. Security - 2:34
2. Steal Away - 2:26
3. My Mother In-Law - 2:26
4. Don't Loose Your Good Thing - 2:31
5. It Hurts Me So Much - 2:40
6. Just a Little Bit - 2:11

## Formazione
- Etta James - voce
- Albert Lowe - chitarra
- David Hood - basso
- Roger Hawkins - batteria
- Barry Beckett - organo
- Marvell Thomas - pianoforte
- Jimmy Ray Jenkins - chitarra
- George Davis - tastiera, pianoforte
- Carl Banks - organo
- Spooner Oldham - tastiera, pianoforte, organo
- Gene Miller - tromba
- Aaron Varnell - sax
- Floyd Newman - sax
- James Mitchell - sax
- Charles Chalmers - sax